# Понс-де-Ліон (Флорида)
Понс-де-Ліон (англ. Ponce de Leon) — місто (англ. town) в США, в окрузі Голмс штату Флорида. Населення — 504 особи (2020).

## Географія
Понс-де-Ліон розташований за координатами 30°43′20″ пн. ш. 85°56′6″ зх. д. / 30.72222° пн. ш. 85.93500° зх. д. (30.722309, -85.934880).  За даними Бюро перепису населення США в 2010 році місто мало площу 12,93 км², з яких 12,83 км² — суходіл та 0,10 км² — водойми.

## Демографія
Згідно з переписом 2010 року, у місті мешкало 598 осіб у 246 домогосподарствах у складі 158 родин. Густота населення становила 46 осіб/км².  Було 290 помешкань (22/км²).
Расовий склад населення:
| - 93,5 % — білих - 1,8 % — чорних або афроамериканців - 1,0 % — корінних американців - 0,3 % — азіатів - 0,2 % — вихідців з тихоокеанських островів - 1,0 % — осіб інших рас |

До двох чи більше рас належало 2,2 %. Частка іспаномовних становила 3,0 % від усіх жителів.
За віковим діапазоном населення розподілялося таким чином: 25,1 % — особи молодші 18 років, 59,3 % — особи у віці 18—64 років, 15,6 % — особи у віці 65 років та старші. Медіана віку мешканця становила 39,4 року. На 100 осіб жіночої статі у місті припадало 89,8 чоловіків;  на 100 жінок у віці від 18 років та старших — 87,4 чоловіків також старших 18 років.
Середній дохід на одне домашнє господарство  становив 36 896 доларів США (медіана — 24 625), а середній дохід на одну сім'ю — 49 147 доларів (медіана — 36 375). За межею бідності перебувало 28,7 % осіб, у тому числі 31,8 % дітей у віці до 18 років та 23,3 % осіб у віці 65 років та старших.
Цивільне працевлаштоване населення становило 181 особа. Основні галузі зайнятості: роздрібна торгівля — 22,7 %, освіта, охорона здоров'я та соціальна допомога — 16,0 %, науковці, спеціалісти, менеджери — 14,9 %, мистецтво, розваги та відпочинок — 14,4 %.